# No place like home
No place like home er en dokumentarfilm fra 2006 instrueret af Nikolaj Bendix Skyum Larsen efter eget manuskript.

## Handling
En eksperimenterende dokumentarfilm, som udforsker ørkenområderne uden for Dubai, UAE. Dubai er et af verdens voldsomst udviklende urbane områder. I 1970'erne husede UAE 30.000 mennesker. Nu bor der 4.500.000. Overalt opstår der kommercielle tiltag og bebyggelse på bekostning af natur og kultur.